# Pati Patni Aur Woh
Pati Patni Aur Woh ist ein erfolgreicher Bollywoodfilm, der mit der Geschichte von Adam und Eva beginnt.

## Handlung
Ranjit begegnet einem hübschen Mädchen bei einem Zusammenprall. Auf der Hochzeit eines gemeinsamen Freundes trifft er die Schönheit wieder – sie heißt Sharda. Bei ihrem Vater hält er um ihre Hand an und beide schließen den Bund der Ehe.
Acht Jahre später: Die Familienidylle scheint perfekt. Ranjit ist Vater und wird auf der Arbeit befördert. Dennoch fängt er ein Verhältnis mit seiner Sekretärin Nirmala an. Nach vielen angeblichen Überstunden und Lügen kommt Sharda doch noch hinter die Affäre. Sie steht kurz davor, sich scheiden zu lassen. Nur für ihren gemeinsamen Sohn will sie die Familie nicht auseinanderreißen.
Nirmala kündigt ihren Job, nachdem auch sie die Wahrheit erfahren hat. Ranjit bereut seine Fehler. Er wird nochmals auf die Probe gestellt, als die neue gutaussehende Sekretärin Nita sich bei ihm vorstellt. Schließlich hört er die Stimme seines Gewissens und nimmt dies als Warnung auf, um die begangenen Fehler nicht zu wiederholen.

## Musik
| Songtitel                     | Sänger/in                                      |
| ----------------------------- | ---------------------------------------------- |
| Thande Thande Paani Se Nahana | Asha Bhosle, Mahendra Kapoor, Sushma Shreshtha |
| Na Aaj Tha Na Kal Tha         | Kishore Kumar                                  |
| Ladki Cycle Wali              | Asha Bhosle, Mahendra Kapoor                   |
| Tere Naam Tere Naam           | Mahendra Kapoor                                |

In dem Song  Tere Naam Tere Naam  haben Rishi Kapoor und seine Frau Neetu Singh einen Gastauftritt.

## Auszeichnungen
Filmfare Award 1979
- Filmfare Award/Bestes Drehbuch an Kamleshwar

Nominierungen
- Filmfare Award/Bester Hauptdarsteller an Sanjeev Kumar
- Filmfare Award/Beste Nebendarstellerin an Ranjeeta Kaur
- Filmfare Award/Bester Komiker an Asrani